# Le Défilé de la mort
Pour plus de détails, voir Fiche technique et Distribution.
Le Défilé de la mort (China) est un film américain réalisé par John Farrow, sorti en 1943.

## Synopsis
En 1941, durant le conflit qui oppose le Japon et la Chine, David Jones et Johnny Sparrow, deux américains, font du trafic d'essence qu'ils revendent sans état d'âme à l'aviation japonaise. Les attaques aériennes font des centaines de morts parmi la population chinoise. Mais Jones n'y voit qu'une manière de gagner de l'argent. Un jour, Sparrow découvre, durant un bombardement, un jeune enfant dont la mère vient de mourir. Il se prend d'affection pour lui et le baptise "Donald Duck". Jones, avec son cynisme habituel, lui demande de s'en débarrasser, car tous deux doivent rejoindre Shangaï, afin de s'embarquer pour les États-Unis. Sparrow ne s'y résout pas et cache l'enfant dans leur camion. Mêlés à la foule des fuyards, leur véhicule s'embourbe bientôt près d'un campement de déplacés chinois. Parmi eux se trouve une américaine, Carolyn Grant, qui tente de faire passer clandestinement de jeunes filles pour qu'elles poursuivent leurs études loin du fracas des bombes. Jones accepte mal que Carolyn emprunte son camion dans ce but. Mais durant le voyage, et face aux exactions japonaises, il commence à ouvrir les yeux. Il finira par sacrifier sa vie pour ces gens dont il se souciait peu, afin qu'ils puissent continuer à lutter pour leur liberté.

## Fiche technique
- Titre : Le Défilé de la mort
- Titre original : China
- Réalisation : John Farrow, assisté de Gerd Oswald, Hal Walker Oscar Rudolph et Harve Foster (ce dernier non crédité)
- Scénario : Frank Butler, d'après la pièce Fourth Brother de Archibald Forbes
- Production : Richard Blumenthal
- Société de production : Paramount Pictures
- Musique : Victor Young
- Image : Leo Tover et Harry Perry (seconde équipe)
- Montage : Eda Warren
- Direction artistique : Hans Dreier et Robert Usher
- Décors de plateau : Bertram C. Granger et Ray Moyer
- Costumes : Edith Head
- Effets visuels : Farciot Edouart et Gordon Jennings
- Pays d'origine : États-Unis
- Langue : anglais
- Format : Noir et Blanc - Son : Mono (Western Electric Mirrophonic Recording)
- Genre : Aventures, Guerre
- Durée : 79 minutes
- Date de sortie : 
  - États-Unis : 21 avril 1943
  - France 4 juin 1947

## Distribution
- Loretta Young : Carolyn Grant
- Alan Ladd : David Jones
- William Bendix : Johnny Sparrow
- Philip Ahn : Lin Cho, premier frère
- Iris Wong : Kwan Su
- Victor Sen Yung : Lin Wei, troisième frère
- Marianne Quon : Tan Ying
- Jessie Tai Sing : Étudiant
- Richard Loo : Lin Yun
- Irene Tso : 'Donald Duck'
- Ching Wah Lee : Chang Teh
- Soo Yong : Tai Shen
- Beal Wong : Capitaine Tao-Yuan-Kai
- Bruce Wong : L'aide du capitaine Tao
- Tala Birell : La blonde russe
- Barbara Jean Wong : Nan Ti
- Chester Gan : Général japonais

## Influence dans l'histoire du cinéma
Ce film de John Farrow est visiblement l'une des sources d’inspiration des Aventuriers de l'arche perdue, puisque le héros y porte déjà une veste en cuir et un fédora et qu'il se nomme Jones.